# Hypolepis rigescens
Hypolepis rigescens là một loài dương xỉ trong họ Dennstaedtiaceae. Loài này được Moore mô tả khoa học đầu tiên năm 1861.